# 戴传曾
戴传曾（1921年12月21日—1990年11月18日），祖籍浙江鄞县莫枝大堰村，中国核物理学家，中国原子能科学研究院名誉院长，中国核反应堆工程和核安全的开拓者，中国科学院院士。

## 生平
1942年，毕业于西南联合大学。1951年，获英国利物浦大学哲学博士学位。历任中国原子能研究所副所长、所长，原子能研究院院长、名誉院长，国家核安全专家委员会副主任，核环境专家委员会副主任，中国核学会常务理事，中国计量学会名誉理事，核动力学会常务副理事长，《核科学与工程》及《核动力工程》副主编，第六、七届全国政协委员，国务院学位委员会兼原子能评议组组长等职。
于20世纪50年代到70年代，戴传曾主持研制并创造了中国的“五个第一”：第一台中子晶体谱议、第一台中子衍射仪、第一座快中子零功率反应堆、第一批中子嬗变掺磷单晶硅和第一座微反应堆。